# النجد (جبلة)

تعديل مصدري - تعديل

النجد هي إحدى قرى عزلة الثوابي بمديرية جبلة التابعة لمحافظة إب، بلغ تعداد سكانها 425 نسمة حسب تعداد اليمن لعام 2004.
تعتبر قرية النجد مقراً لسوق القات في المنطقة حيث يتواجد فيها القات من عدة مناطق كالجعاشن وذي السفال والوقش، ويوجد فيها عدة محلات تجارية ذات نشاط متوسط بالإضافة إلى مدرسة ومركز صحي وعيادة خاصة.